# Trichomasthus xenomanes
Trichomasthus xenomanes är en stekelart som beskrevs av Pilipyuk och Trjapitzin 1974. Trichomasthus xenomanes ingår i släktet Trichomasthus och familjen sköldlussteklar. Inga underarter finns listade i Catalogue of Life.